# Carrowtrasna
Der Menhir von Carrowtrasna (irisch An Cheathrú Trasna) ist ein etwa 3,5 Meter hoher, pfeilerartiger Menhir (engl. Standing Stone), der südwestlich von Kilcummin, an der Nord-Ost-Küste des County Mayo in Irland am Südende der Lackan Bay, am Ende eines niedrigen Walles oder eines Deiches steht.
Die lokale Folklore besagt zwar, dass der Stein von St. Patrick errichtet wurde, aber Steine dieser Art wurden während der Vorzeit aufgestellt.

## In der Nähe
Etwa einen Kilometer östlich steht, unweit der Kilcummin Holy well, der schlanke Carrowteelagh Menhir. Weitere 800 Meter östlich stehen nahe Kilcummin, strandnah die beiden St Cumin’s Grave Menhire.